# Fire Emblem
Fire Emblem (ファイアーエムブレム Faiā Emuburemu?, "Eldemblem") är en turordningsbaserad strategi-rollspelsserie som utvecklas av Intelligent Systems och ges ut av Nintendo. Spelen finns till spelkonsolerna Famicom, Super Famicom, Game Boy Advance, Nintendo Gamecube, Wii, Nintendo DS, Nintendo 3DS och Nintendo Switch.
De flesta spelen i serien utspelar sig i medeltidsliknande miljöer, där soldater slåss mot varandra med vapen som svärd, pilbågar, och spjut, men det brukar även förekomma fantasy-element, som drakar och magi.

## Spel

### Huvudserien
#1 Fire Emblem: Shadow Dragon and the Blade of Light
Detta spel släpptes till Famicom den 20 april 1990 i Japan. Huvudpersonen är Marth.
#2 Fire Emblem Gaiden
Detta spel släpptes till Famicom den 14 mars 1992 i Japan. Huvudpersoner är Alm och Celica.
#3 Fire Emblem: Mystery of the Emblem
Detta spel släpptes till Super Famicom den 21 januari 1994 i Japan. Spelet består av två böcker. Första är en remake av Shadow Dragon and the Blade of Light, och den andra en uppföljare till bok ett. Marth är huvudperson i båda böckerna.
#4 Fire Emblem: Genealogy of the Holy War
Detta spel släpptes till Super Famicom den 14 maj 1996 i Japan. Spelet är uppdelat i två delar, där varje del är en generation. Huvudpersonen i första generationen är Sigurd, medan hans son Celice är huvudperson i den andra generationen.
#5 Fire Emblem: Thracia 776
Detta spel släpptes till Super Famicom den 21 januari 2000 i Japan. Det utspelas mellan de två generationerna i Genealogy of the Holy War. Huvudpersonen är Leaf, som också medverkar i föregångaren.
#6 Fire Emblem: The Binding Blade
Detta spel släpptes till Game Boy Advance den 28 mars 2002 i Japan. Spelets huvudperson är Roy, son till lorden av Pherae Eliwood, vilken dyker upp som en av huvudpersonerna i Fire Emblem: The Blazing Blade.
#7 Fire Emblem
Detta spel var det första i serien som släpptes utanför Japan, och heter därmed utanför Japan bara Fire Emblem. Dock så används ofta den japanska titeln även i icke-japanska sammanhang, översatt till engelska som "Fire Emblem: The Blazing Blade", för att särskilja spelet från övriga delar i serien. Det släpptes till Game Boy Advance i Japan den 25 april 2003 och i Europa den 16 juli 2004. Huvudpersoner är Lyn, Eliwood och Hector.
#8 Fire Emblem: The Sacred Stones
Spelet släpptes till Game Boy Advance i Japan den 7 oktober 2004 och i Europa den 4 november 2005. Huvudpersoner är Eirika och Ephraim.
#9 Fire Emblem: Path of Radiance
Efter fem års uppehåll gick Intelligent Systems tillbaka till att utveckla ett spel till stationär konsol. Detta blev deras första Fire Emblem-spel i 3D-grafik. Det släpptes till Nintendo Gamecube i Japan den 20 april 2005 och i Europa den 4 november 2005. Huvudperson är Ike.
#10 Fire Emblem: Radiant Dawn
Spelet släpptes till Wii i Japan den 22 februari 2007 och i Europa den 14 mars 2008. Spelet är en direkt uppföljare till Path of Radiance och utspelas 3 år senare. Spelet är indelat i fyra delar, och förtäljer ett antal parallella historier som långsamt sammanvävs. Huvudpersoner är Micaiah (introduceras i del 1), Sothe (del 1), Elincia (del 2) och Ike (del 3).
#11 Fire Emblem: Shadow Dragon
Nyversion av Shadow Dragon and the Blade of Light, det släpptes till Nintendo DS den 7 augusti 2008 i Japan och i Europa den 5 december 2008.
#12 Fire Emblem: New Mystery of the Emblem: Heroes of Light and Shadow
Nyversion av Mystery of the Emblem, det släpptes till Nintendo DS den 15 juli 2010 i Japan.
#13 Fire Emblem: Awakening
Släpptes till Nintendo 3DS den 19 april 2012 i Japan, den 4 februari 2013 i Nordamerika, och den 19 april 2013 i Europa och Australien. Huvudpersoner är Robin, Chrom och Lucina.
#14 Fire Emblem Fates
Släpptes den 25 juni 2015 i Japan till Nintendo 3DS. Detta spel finns i tre olika versioner: Birthright, Conquest och Revelation.
#15 Fire Emblem Echoes: Shadows of Valentia
Släpptes den 19 maj 2017 i Europa till Nintendo 3DS. Spelet är en remake av Fire Emblem Gaiden.
#16 Fire Emblem: Three Houses
Släpptes den 29 juli 2019 till Nintendo Switch.
#17 Fire Emblem: Engage
Släpptes den 20 januari 2023 till Nintendo Switch.

### Övriga spel
BS Fire Emblem: Archanea Senki
Släpptes ursprungligen i fyra avsnitt den 28 september 1997 till Super Famicom via Satellaview, och var tillgängligt till och med 1999. En nyversion av spelet, New Archanea War Chronicles, gavs senare ut till Nintendo DS som en del av New Mystery of the Emblem: Heroes of Light and Shadow.
Fire Emblem 64
Ett spel till Nintendo 64 Disk Drive som lades ned efter att Disk Drive hade blivit ett kommersiellt misslyckande.
Tokyo Mirage Sessions ♯FE
Släpptes till Wii U den 26 december 2015. Spelet utvecklades i ett samarbete mellan Atlus och Intelligent Systems, och är en crossover mellan de bägge företagens spelserier Shin Megami Tensei och Fire Emblem. En uppdaterad version vid namn Tokyo Mirage Sessions ♯FE Encore släpptes till Nintendo Switch den 20 januari 2020.
Fire Emblem Heroes
Mobilspel tillgängligt på Android och iOS.

## Rollfigurer

### Marth
Marth förekommer i Shadow Dragon and the Blade of Light. Han förekommer även som spelbar figur i Super Smash Bros. Melee, Super Smash Bros. Brawl och Super Smash Bros. for Nintendo 3DS och Wii U. Marth är en prins och använder det legendariska svärdet Falchion.

### Roy
Roy förekommer i The Binding Blade. Han förekommer även som spelbar figur i Super Smash Bros. Melee.

### Ike
Ike förekommer i Path of Radiance och Radiant Dawn, och även som en spelbar figur i Super Smash Bros. Brawl och Super Smash Bros. for the 3DS/Wii U.

### Micaiah
Micaiah är en av huvudpersonerna i Radiant Dawn och finns som en sticker i Super Smash Bros. Brawl.

### Chrom
Chrom är en av huvudpersonerna i Fire Emblem: Awakening. Likt Marth är även han en prins och har ett svärd vid namn Falchion.